# Ommatokoita
Ommatokoita は、管口目ナガクビムシ科に属する、寄生性カイアシ類の1属である。胴より長い第2小顎を持ち、その先端の固着装置でニシオンデンザメなどの眼に寄生する。
単型属で、Ommatokoita elongata 1種が記載されている。ただし、フトカラスザメ Etmopterus princeps の体表から見つかっている標本は本属のものだとされ、しかし O. elongata とは別種だと考えられている。本項では Ommatokoita elongata について述べる。

## 記載と学名
本種は初め、Grant (1827) によってイカリムシ属の1種 Lernaea elongata として記載された。その後の研究者にはナガクビムシ属の1種 Lernaeopoda elongata として引用された。そして Leigh-Sharpe (1926) によって新属新種 Ommatokoita superba として記載された。現在では、先取権により、Leigh-Sharpe (1926) の設立した Ommatokoita に Grant (1827) の種小名 elongata を結合し、Ommatokoita elongata の学名が用いられる。
なお、古代ギリシア語の ὄμμᾰτος (ómmatos)は「眼の」を意味する。また、superba は「顕著な」を意味するラテン語形容詞 superbus の女性主格形、elongata は「延長した」を意味するラテン語形容詞 ēlongātus の女性主格形である。

## 形態

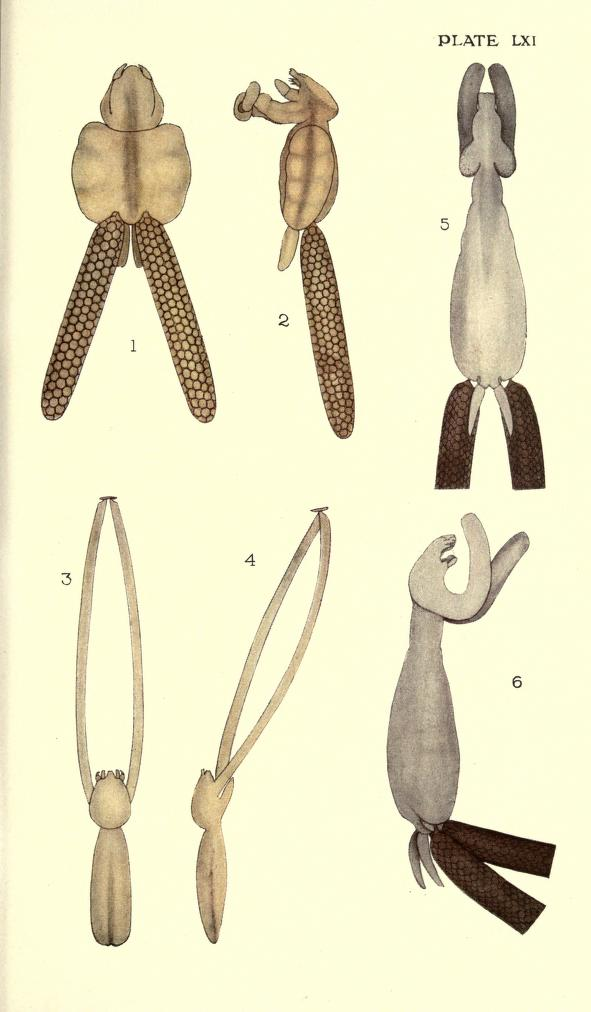
Scott & Scott (1913) に描かれた寄生性カイアシ類の雌。
1,2.
3,4. Ommatokoita elongata
5,6.

全長は約40 mm（ミリメートル）に達する。
体は頭胸部と胴部からなる。頭胸部には前部付属肢を具える。胴部は前方に頸部 (neck) を分化する一方、後方に腹肢 (abdominal appendage) を具え、そこから卵嚢 (ovisac) を提げる。前部付属肢は小触角 (antennule)、触角 (antenna)、大顎 (mandible)、第1小顎 (first maxillae)、顎脚 (maxillipede) からなり、触角や第1小顎は外肢 (exopodite) を持つ。各部の長さは、頭胸部は4.5 mm、胴部は12.5 mm、第2小顎は15 mm、卵嚢は17 mm。体色は灰白色から黄味がかった白色。
頭胸部は比較的小さく、胴部から傾いて接続する。概形は楕円形で、背腹方向に強く扁平になる。背面は明瞭な背甲に覆われる。この背甲の存在と、下記の胴の体節構造の痕跡はヤマメナガクビムシ属 Salmincola との識別形質である。
胴部は背腹方向に強く窪んでおり、長さは幅の2倍で、背面から見ると楕円形である。前方の2体節は明瞭に分化して、明確な頸部を形成する。ナガクビムシ属 Lernaeopoda はこの2体節が識別できるが、溝や狭窄部はなく、本種に見られるような特徴は持たない。胴部後端は円形だが、中央の卵嚢の基部の間の腹面と同じ高さに1対の腹肢を持つ。腹肢は退化し、小丘状になる。なおヤマメナガクビムシ属では、これを完全に欠く。
口部錐体 (mouth cone) は大きく、突出する。口唇はナガクビムシ属のものと似ている。

### 付属肢
小触角は4節で、ナガクビムシ属のものと似ており、基部の肢節は肥大し、やや球状で回転する。末端の肢節は最も大きく、2つの大きな棘と1つの小さな棘を持つ。。残りの肢節は小さく、顕著な剛毛に覆われる。
触角は基節に大きな関節のない内肢を持つ。内肢は鈍頭で、棘や剛毛を欠く。内肢の側方には、縮小した外肢が挿入される。この外肢には4つの棘を持ち、拇指状の棘の側方に、3つの棘が付く。
大顎は小さく、細く延長する。大顎には8本の櫛状で等大の歯を持つ。
第1小顎は短くて頑丈で、ナガクビムシ属のものと似ている。大きくて肢節のない内肢と、よく発達した外肢（口肢）からなる。外肢は3つの短く曲がり、基部が膨らんだ棘を具える。内肢の遠位端は3つに分枝し、1つの枝は先端に、残りの2つは内側方につく。それぞれの枝の末端には乳頭状の棘を持つ。最近位の枝の基部には、よく発達した剛毛を持つ。
第2小顎はがっしりとして胴部より長く、20 mm に達するものも存在する。第2小顎は皺を持ち、遠位端は細くなる。そして先端に挿入盤（そうにゅうばん、ブラ、bulla）と呼ばれる鋲状の固着装置を持つ。第2小顎の基部は頭胸部の側方、顎肢基部のちょうど外側に付着する。本種の雌の形態はナガクビムシ属とよく似ているが、第2小顎が頭胸部に付着する位置は異なっている。
顎肢はやや頑丈な基節を持ち、末端の肢節は彎曲した大きな鉤爪状である。

### 卵嚢
卵嚢は胴部より明確に長く、明るい褐色の一様な円柱形で、先細らない。卵は微小で、卵嚢に20–30列並び、各列に約100個ある。

## 生態

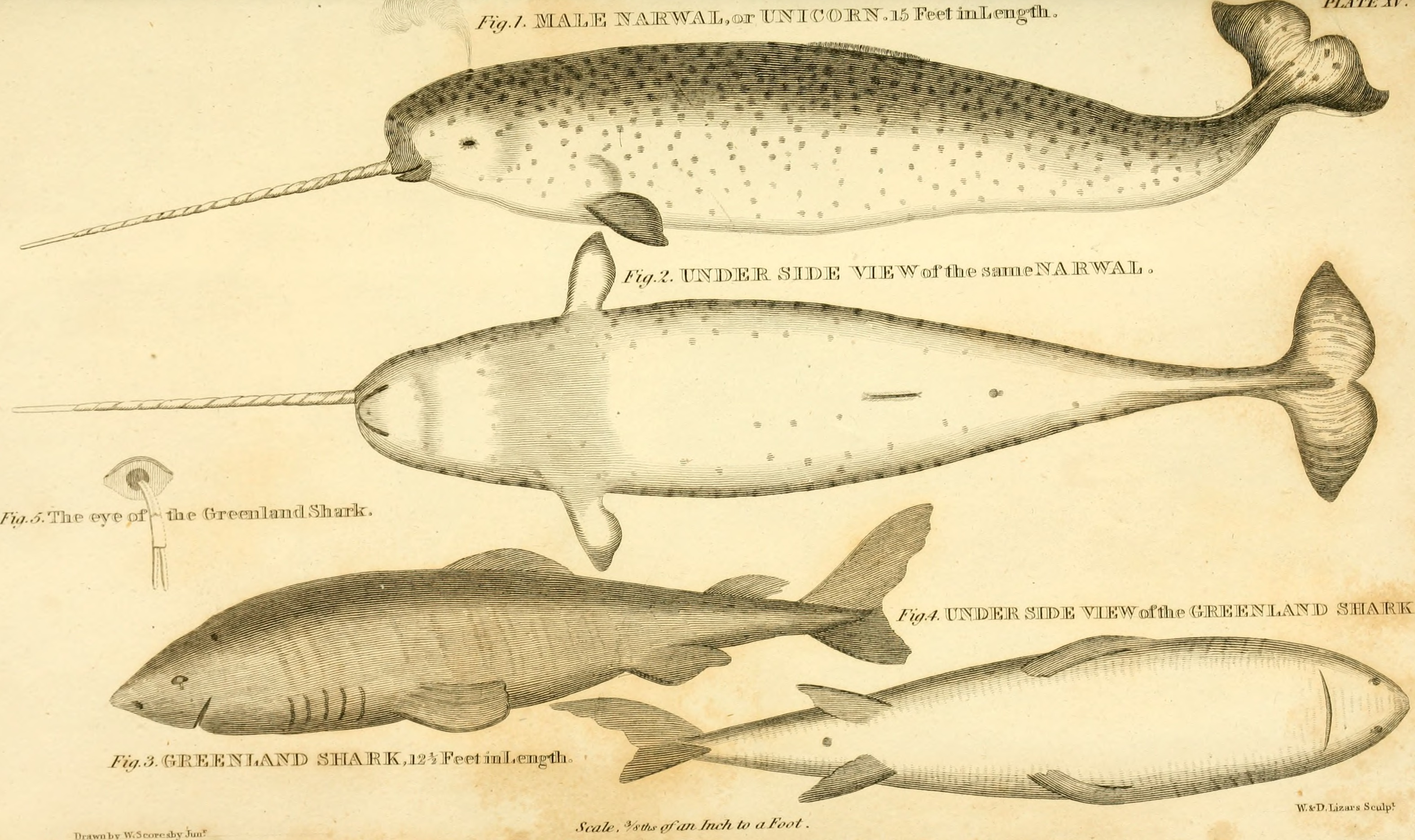
Scoresby (1820) に描かれたイッカクとニシオンデンザメ。Fig. 5 に本種が描かれる。

ニシオンデンザメ Somniosus microcephalus やオンデンザメ Somniosus pacificus などのオンデンザメ属の眼の角膜に寄生しているのがよく観察されている。本種は、前額糸に備えた固着装置（ブラ）で角膜に恒久的に付着する。
オンデンザメを用いた研究では、本種の雌の寄生率は、サメ1頭当たり1.89匹（±SD = 0.32）、眼1個につき1.0匹であった。
本種が寄生するとほとんどの場合、角膜が混濁し、角膜潰瘍、異形成、過形成、角膜炎などの症状がみられ、失明に至ることもある深刻な視覚障害を引き起こすが、宿主の衰弱は見られないため、オンデンザメ属のサメには視覚が生存にあまり重要ではないと考えられている。
発光して、サメが捕食する際に餌を誘引するのに役立つ相利共生の関係であると推測されているが、検証はされていない。
オンデンザメからはツバササメジラミ属の1種 Dinemoura ferox が鰭を含む体表に見つかっている。また、オンデンザメ属の属するツノザメ目のサメ（フジクジラ、ヘラザメ、アイザメ、フトツノザメなど）にはほかにも本種と同じナガクビムシ科のサメナガクビムシ属 Neoalbionella やダンゴナガクビムシ Lernaeopoda oviformis（ナガクビムシ属）などのカイアシ類が寄生することが知られているが、何れも口腔や鰓、鰭、体表などに寄生し、眼に寄生するものは知られていない。